# Оркун Кокчу
Оркун Кокчу (тур. Orkun Kökçü; Харлем, 29. децембар 2000) је турски фудбалер који тренутно наступа за Бенфику. Игра на позицији везног играча.

## Успеси
Фајенорд
- Ередивизија (1) : 2022/23.[5]
- Суперкуп Холандије (1) : 2018.[6]
- Лига конференције: (финале: 2021/22)[7]

 Бенфика
- Суперкуп Португалије  (1) : 2023.[8]

Појединачни
- Најбољи фудбалер Ередивизије: 2023.[9]
- Најбољи млади фудбалер месеца у Ередивизији: децембар 2020,[10] март 2021.[11]
- Најбољи фудбалер месеца у Ередивизији: јануар 2022,[12] фебруар 2022.[13]
- Идеални тим месеца у Ередивизији: август 2021,[14] децембар 2021,[15] јануар 2022,[16] фебруар 2022,[17] април 2022,[18] септембар 2022,[19] октобар 2022,[20] новембар 2022,[21] март 2023,[22] април 2023.[23]
- Гол месеца у Првој лиги Португалије: септембар 2023.[24]